# ロイ・チャップマン・アンドリュース

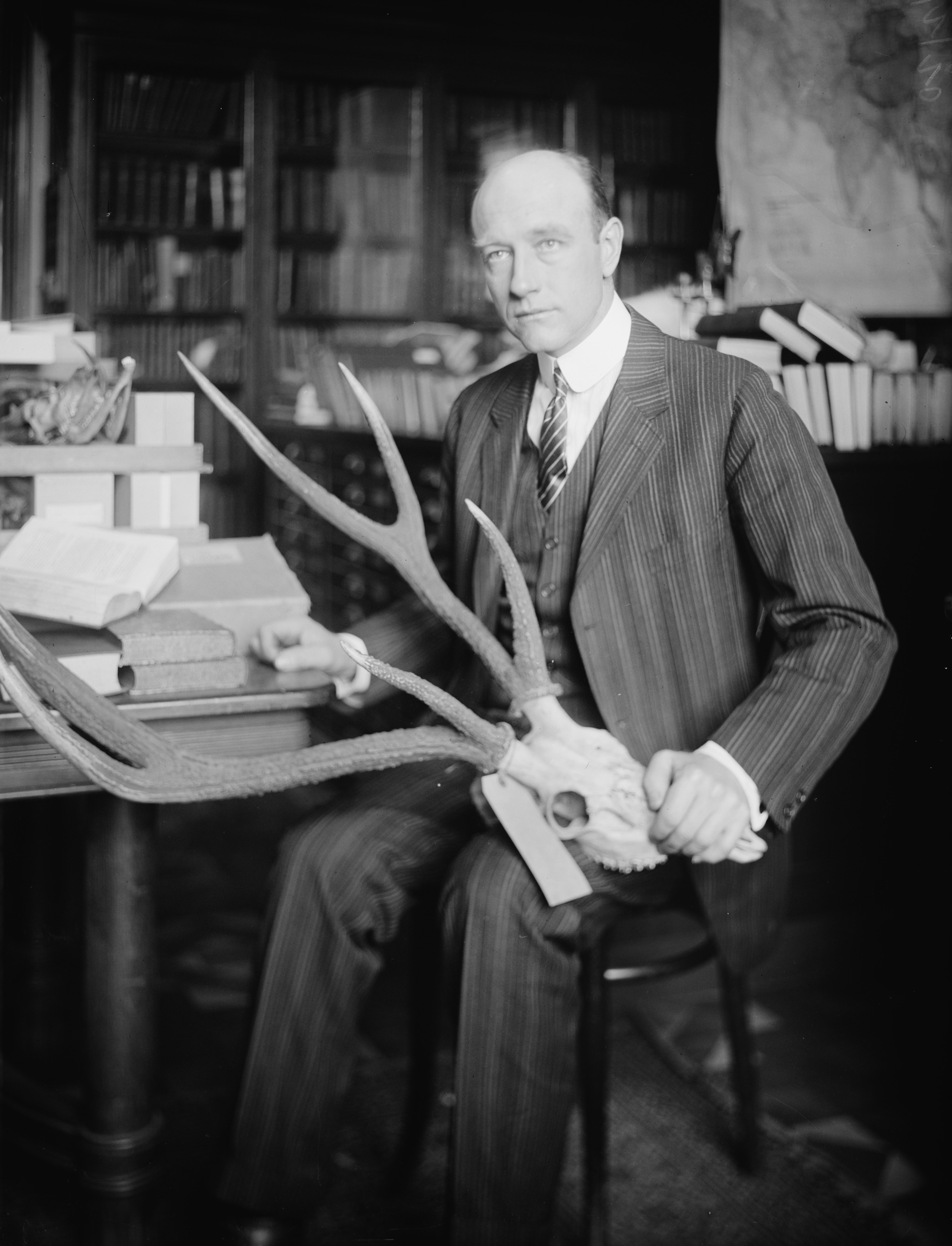
Roy Chapman Andrews

ロイ・チャップマン・アンドリュース（Roy Chapman Andrews、1884年1月26日 - 1960年3月11日）は、アメリカ合衆国の探検家で博物学者。20世紀初頭にゴビ砂漠やモンゴルなど中国への探検で主導的な役割を果たした。アメリカ自然史博物館の館長も務めた。この探検により、初めて恐竜の卵の化石が発見され、博物館に展示された。彼は危機一髪の状況に何度も遭遇し切り抜けてきたが、それらの多くが今も伝えられている。クジラ、サメ、ニシキヘビ、オオカミ、盗賊や中国兵に襲われたこともあった。
これらの経験から、彼はインディアナ・ジョーンズのモデルの一人と言われている。

## 青少年時代
1884年1月26日、彼はウィスコンシン州ベロイトで生まれた。幼少期から森、野原、水辺などを探検し、射撃の腕を磨いた。また独学で剥製の技術を身につけ、ベロイト大学ではSigma Chiに所属した。
1905年5月31日、大学2年の時には、悪い条件の時にロックリバーの川下りに出かけ、彼らの乗ったボートが転覆してしまった。友人のモンティ・ホワイトはこの事故で亡くなってしまったが、アンドリューは生き延びた。大学を卒業すると、彼は剥製の製作で貯めた貯金をはたき、アメリカ自然史博物館での職を求めてニューヨークを訪れた。アンドリューは剥製部門の研究員としての職を得、展示のために様々な種を収集した。数年の間に彼は研究に励み、コロンビア大学より哺乳類学の修士号を得た。

## 経歴
1909年から10年にかけて、アンドリューはアメリカ海軍のUSSアルバトロス号に乗って西インド諸島を訪れ、ヘビやトカゲの採集や海棲哺乳類の観察を行った。彼は1914年にYvette Borupと結婚した。1916年から17年にかけてアンドリュー夫妻は雲南省南西部を始め中国の各地を訪れ、アジア地域の哺乳類を収集した。この時の探検は著書Camps and Trails in Chinaに収められている。
1920年、彼はダッジの車に乗って北京から西に向かい、モンゴルを目指す探検の計画を立てた。1922年、探検隊は角のない巨大なサイの一種であるインドリコテリウムの化石を発見した。この化石は博物館に送られ、12月19日に到着した。
アンドリューはオズボーンの提唱した人類のアジア起源説を証明するために、1922年から 1930年にかけて「中央アジア探検隊」を率い、ゴビ砂漠で最古の人間の化石を探索した。遠征隊は人類の化石の発見はできなかったが、恐竜の骨や哺乳類の化石など多くの発見をした。
1923年7月13日、探検隊は世界で初めて恐竜の卵の化石を発見した。当初は角竜類のプロトケラトプスのものだと考えられていたが、1995年に獣脚類のオヴィラプトルのものであると同定された。またウォルター・グレンジャーは白亜紀の地層から頭蓋骨の化石を発見した。1925年、博物館は、発見された頭蓋骨は哺乳類のもので非常に珍しく価値あるものであるということを報告する手紙を探検隊に送った。この地域の探検は1926年から27年の間中断された。1928年には発見した化石が中国政府に押収されたが、後に返還された。1929年の探検は中止され、1930年の最後の探検で、彼はマストドンの化石を発見した（アンドリューの初めての探検の60年後、モンゴル政府の求めに応じてこれらの化石はアメリカ自然史博物館からモンゴルに返却された）。この年の暮れ、彼はアメリカ合衆国に戻り、2人の子供をもうけた妻と離婚した。1924年に北京で生まれたケヴィン・アンドリュースは後に考古学者となってギリシャに帰化した他、ギリシャ内戦に関する印象的なメモワールを残した。1935年に2番目の妻であるウィルヘルミナ・クリスマスと結婚した。
1908年、アンドリューは結成4年目のニューヨーク探検クラブに参加し、1931年から34年まで部長を務めた。1934年には彼はアメリカ自然史博物館の館長に就任した。1935年に出版した著書The Business of Exploringの中で彼は、「私は探検家になるために生まれてきた…探検家になるにあたって選択の余地はなかった。私は他に何もできないが、幸せである」と書いた。1942年、彼はカリフォルニア州の町Carmel-by-the-Seaに隠居し、自伝の執筆を行った。1960年に死去し、出身地のベロイトにあるオークウッド墓地に葬られた。

## 日本語訳
- 『恐竜探検記』 斎藤常正 監訳、加藤順 訳、河出書房新社〈世界探検全集〉、1978年、新版（木村由莉 解説）2023年
- 『恐竜探検記』 小畠郁生 編訳・解説、小学館〈地球人ライブラリー〉、1994年

伝記
- 『ドラゴンハンター　ロイ・チャップマン・アンドリューズの恐竜発掘記』技術評論社、 2006年

チャールズ・ガレンカンプ／マイケル・J.ノヴァチェック、岩井木綿子・中村安子・藤村奈緒美訳